# フィタン酸CoAリガーゼ
フィタン酸CoAリガーゼ(Phytanate-CoA ligase、EC 6.2.1.24)は、以下の化学反応を触媒する酵素である。
ATP + フィタン酸 + CoA{\displaystyle \rightleftharpoons }AMP + 二リン酸 + フィタノイルCoA
従って、この酵素の3つの基質はATPとフィタン酸とCoA、3つの生成物はAMPと二リン酸とフィタノイルCoAである。
この酵素は、リガーゼ、特に酸-チオールリガーゼに分類される。系統名は、フィタン酸:CoAリガーゼ(AMP生成)である。その他よく用いられる名前に、phytanoyl-CoA ligase等がある。